# اولگا بسمتنا
اولگا بسمتنا (اوکراینی: Ольга Безсмертна، آوانگاری: Olha Bessmertna؛ زادهٔ ۶ اوت ۱۹۸۳) خواننده اپرا اهل اوکراین است که در اپرای دولتی وین فعالیت می‌کند.